# إعلان بولونيا

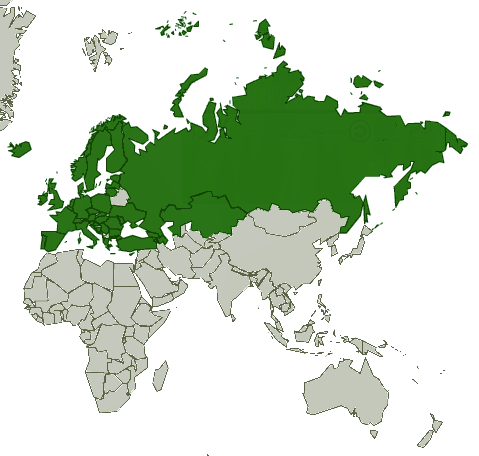
منطقة التعليم العالي الأوروبية

إعلان بولونيا (بالكامل، الإعلان المشترك لوزراء التعليم الأوروبيين المنعقد في بولونيا في 19 يونيو 1999 م) هو الوثيقة الإرشادية الرئيسية لمشروع بولونيا. تم تبني هذا المشروع من قبل وزراء التعليم من 29 دولة أوروبية في اجتماعهم في بولونيا في عام 1999م.
اقترح الإعلان منطقة التعليم العالي الأوروبية حيث يمكن للطلاب والخريجين التنقل بحرية بين البلدان، باستخدام المؤهلات السابقة في بلد ما كمتطلبات دخول مقبولة لمزيد من الدراسة في بلد آخر.
الأهداف الرئيسية المتفق عليها هي:
1. «اعتماد نظام درجات يسهل قراءتها وقابلة للمقارنة». وهذا يعني أنه يجب على الدول تبني مصطلحات ومعايير مشتركة
2. «اعتماد نظام يقوم أساسًا على دورتين رئيسيتين، المرحلة الجامعية والدراسات العليا. يتطلب الالتحاق بالدورة الثانية [تعليم الخريجين] إتمام الدورة الأولى بنجاح لمدة لا تقل عن ثلاث سنوات. يجب أن تكون الدرجة الممنوحة بعد الدورة الأولى ذات صلة أيضًا بسوق العمل الأوروبي كمستوى مناسب من التأهيل. يجب أن تؤدي الدورة الثانية إلى درجة الماجستير و / أو الدكتوراه كما هو الحال في العديد من البلدان الأوروبية».[2]

وأعقب إعلان بولونيا في وقت لاحق سلسلة من الاجتماعات بين وزراء الاتحاد الأوروبي. وقد تمخض عن كل اجتماع بيان بناءً على مداولاتهم. وتشمل هذه حتى الآن بيان براغ (2001)، بيان برلين (2003)، بيان بيرغن (2005)، بيان لندن (2007)  بيان لوفين ولوفان لا نوف (2009).

## روابط خارجية
- موقع ويب لندن 2007
- رأي الطلاب
- دليل مستخدمي ECTS - مكتب المنشورات الرسمية للجماعات الأوروبية، المفوضية الأوروبية
- النص الكامل لإعلان بولونيا